# True (album d'Avicii)
Pour les articles homonymes, voir True.
Albums de Avicii
The Singles
(2011) True (Avicii by Avicii)
(2014)
Singles
1. Wake Me Up!
Sortie : 17 juin 2013
2. You Make Me
Sortie : 2 septembre 2013
3. Hey Brother
Sortie : 28 octobre 2013
4. Addicted to You
Sortie : 27 novembre 2013
5. Lay Me Down
Sortie : 21 avril 2014

True est le premier album du DJ et producteur suédois Avicii. Il est sorti le 16 septembre 2013. Le 1er single de l'album est Wake Me Up!, le 2e You Make Me, le 3e Hey Brother et le 4e Addicted to You ; ils se sont placés simultanément sur le podium du classement des singles en Suède, début octobre 2013. L'album connait un succès commercial dans de nombreux pays dont le Royaume-Uni où il est rentré directement à la deuxième place des charts, de plus il a atteint la première place dans son pays natal, la Suède ainsi qu'au Danemark. Il réussit son incursion sur le marché américain en s’immisçant à la 5e position du Billboard 200.

## Liste des titres
1. Wake Me Up! (feat. Aloe Blacc)
2. You Make Me (feat. Salem Al Fakir)
3. Hey Brother (feat. Dan Tyminski)
4. Addicted to You (feat. Audra Mae)
5. Dear Boy (feat. Mø)
6. Liar Liar (feat. Blondfire)
7. Shame On Me (feat. Audra Mae & Sterling Fox)'
8. Lay Me Down (feat. Adam Lambert et Nile Rodgers)
9. Hope There's Someone (feat. Linnea Henriksson)
10. Heart Upon My Sleeve

## Classement hebdomadaire
| Classement(2013)                   | Meilleure position |
| ---------------------------------- | ------------------ |
| Allemagne (Media Control AG)       | 5                  |
| Australie (ARIA)                   | 2                  |
| Autriche (Ö3 Austria Top 40)       | 3                  |
| Belgique (Flandre Ultratop)        | 5                  |
| Belgique (Wallonie Ultratop)       | 9                  |
| Canada (Canadian Albums)           | 2                  |
| Danemark (Tracklisten)             | 1                  |
| Espagne (Promusicae)               | 12                 |
| Finlande (Suomen virallinen lista) | 8                  |
| France (SNEP)                      | 8                  |
| Italie (FIMI)                      | 4                  |
| Nouvelle-Zélande (RIANZ)           | 6                  |
| Norvège (VG-lista)                 | 3                  |
| Pays-Bas (Mega Album Top 100)      | 4                  |
| Royaume-Uni (UK Albums Chart)      | 2                  |
| Suède (Sverigetopplistan)          | 1                  |
| Suisse (Schweizer Hitparade)       | 2                  |

## Certifications
| Pays        | Organisme | Certification | Ventes certifiées |
| ----------- | --------- | ------------- | ----------------- |
| Australie   | IFPI      | Or            | 35 000            |
| Autriche    | IFPI      | Platine       | 15 000            |
| France      | SNEP      | Platine       | 100 000           |
| Royaume-Uni | BPI       | Argent        | 60 000            |
| Suède       | GLF       | Platine       | 40 000            |
| Suisse      | IFPI      | Or            | 10 000            |